# Achroia
Achroia is een geslacht van vlinders uit de familie van de snuitmotten (Pyralidae).

## Soorten
- Achroia grisella (Fabricius, 1794) - Kleine wasmot
- Achroia innotata (Walker, 1864)